# Pinky Lilani
Nusrat Mehboob Lilani (nascida em 25 de março de 1954), conhecida como Pinky Lilani, é uma autora, palestrante motivacional, especialista em alimentação e defensora das mulheres. Ela é a fundadora e presidente de vários prêmios que reconhecem mulheres e líderes influentes, incluindo o prêmio anual Mulheres do Futuro e o Prêmio Mulheres Asiáticas de Realização.
Nusrat Lilani foi nomeada Oficial da Ordem do Império Britânico (OBE) em 2007 por serviços prestados a instituições de caridade e como Comandante da Ordem do Império Britânico (CBE) em 2015 por serviços prestados a mulheres nos negócios.

## Infância e educação
Nusrat Lilani nasceu em 25 de março de 1954 em Calcutá, na Índia, e estudou na Catholic Loreto House School, em Calcutá. Ela foi criada na comunidade ismaelita. Em 1974, ela se formou com distinção em Educação e Inglês, na Universidade de Calcutá. Nusrat continuou seus estudos, obtendo uma pós-graduação em Meios de Comunicação Social, pela Universidade de Bombaim, em 1976.
Em 1978, Nusrat mudou-se para o Reino Unido, onde recebeu um diploma em Estudos de Gestão no Council for National Academic Awards e um Diploma em Marketing no The Institute of Marketing, em 1988. Nusrat Lilani é casada e tem dois filhos.

## Carreira
Nusrat Lilani começou sua carreira culinária quando se mudou para o Reino Unido, em 1978; ela compilou suas notas e receitas que eventualmente se tornaram seu primeiro livro, Spice Magic: An Indian Culinary Adventure, publicado em 2001 e o promoveu realizando demonstrações culinárias em livrarias. O livro de receitas também examina a influência da história, cultura, geografia e religião nos hábitos alimentares da Índia. Em 2009, lançou um segundo livro, “Coentro Faz a Diferença”. Nusrat atuou como consultora de desenvolvimento em grandes empresas alimentícias na Europa, incluindo a Sharwood's, e aconselhou sobre produtos alimentícios indianos estocados pela Safeway e Tesco.
Em 1999, ela fundou o Asian Women of Achievement Awards, um evento anual para reconhecer as conquistas das mulheres asiáticas na Grã-Bretanha. Cherie Blair é patrocinadora dos prêmios. Cherie Blair também é patrocinadora do Prêmio Mulheres do Futuro, que Nusrat Lilani fundou em 2006 para fornecer uma plataforma para talentos femininos no Reino Unido. Mulheres do Futuro hospeda a Cúpula global anual para futuras mulheres líderes e convida todas as candidatas pré-selecionadas a se juntarem a uma rede dedicada. Ele também incorpora um Programa de Embaixadores para conectar os vencedores do prêmio com alunos do sexto ano da escola, proporcionando mentores e modelos aos alunos do nível A.
Em 2007, Nusrat Lilani fundou a Rede Mulheres do Futuro, uma rede de mulheres britânicas de alto potencial e alto desempenho. Oferece uma oportunidade para mulheres talentosas se unirem, compartilharem experiências e construírem relacionamentos comerciais.
Como parte da visão de construir uma rede global e colaborativa de mulheres, Nusrat lançou os Prêmios Mulheres do Futuro do Sudeste Asiático, em julho de 2017.
Nusrat Lilani faz parte do conselho consultivo da Global Diversity Practice, fornecedora de consultoria multidisciplinar e soluções de aprendizagem e Sapphire Partners, a primeira empresa de recrutamento de executivos a promover ativamente as mulheres. Nusrat é membro associado da Saïd Business School e embaixadora da Cruz Vermelha Britânica no Tiffany Circle. Ela é patrocinadora da Frank Water, uma instituição de caridade que faz parceria com organizações de base na Índia para fornecer água potável.

## Honrarias e prêmios
Em 2006, Nusrat Lilani foi agraciada com um prêmio pelo conjunto de sua obra no CBI First Women Awards. Em 2012, ela foi nomeada Mulher Empreendedora do Ano no Indus Entrepreneurs UK Gala Awards.
Nusrat foi incluída na lista da Woman's Hour Power da BBC Radio 4 das 100 mulheres mais poderosas do Reino Unido, em 2013. Em 2014, ela foi nomeada uma das 100 mulheres mais conectadas da GQ e da Editorial Intelligence, e foi contratada como vice-tenente da Grande Londres. Em 2014, ela também foi reconhecida como uma das 100 mulheres da BBC. Em 2009, Nusrat Lilani foi nomeada uma das 30 mulheres muçulmanas mais poderosas da Grã-Bretanha pelo The Times e pela revista Emel.
Nusrat Lilani foi nomeada Oficial da Ordem do Império Britânico (OBE) nas Honras de Ano Novo de 2007 por serviços prestados à caridade e como Comandante da Ordem do Império Britânico (CBE) nas Honras de Aniversário de 2015 por serviços prestados a mulheres nos negócios.

## Livros, rádio e outros reconhecimentos
Em 2011, Nusrat Lilani falou no TEDxMarrakesh, compartilhando histórias inspiradoras e aproveitando a gentileza de nossa sociedade e como o coentro faz a diferença. Com uma demonstração de batatas Bombaim.
Em 8 de janeiro de 2017, Nusrat Lilani foi convidada no Desert Island Discs da BBC Radio 4, dando uma visão de sua infância na Índia e iniciando seu negócio no Reino Unido.